# Aleksej Nikolaevič Tolstoj
Aleksei Nikolaevich Tolstói (em russo:  Алексе́й Никола́евич Толсто́й, também grafado em edições antigas em português Alexis, Alexei, Alexey); 10 de janeiro de 1883 – 23 de fevereiro de 1945) foi um escritor russo e soviético, uma figura pública proeminente do início do século XX, oriundo da nobre família dos Condes de Tolstói, parente distante de Liev Tolstói (1828-1910) e de Alexei Konstantinovich Tolstói (1817-1875).
Trabalhou em vários géneros literários, incluindo o drama e a novela sociopsicológica, o romance histórico, a ficção científica, o conto folclórico, histórias curtas e de não-ficção, histórias e contos infantis, poesia, teatro e jornalismo. Foi um grande apreciador e colecionador do folclore russo e um tradutor.
Em 1939 foi honrado com a aceitação na Academia das Ciências da URSS e venceu três prémios Estaline na área da literatura (em 1941, em 1943 e em 1946 a título póstumo). Em 1942, foi membro da comissão de investigação dos crimes dos invasores alemães, creditado como advogado de acusação, representante da União Soviética nos Julgamentos de Nuremberga.
Em 2001, a União dos Escritores da Rússia criou, em homenagem a A.N. Tolstói, um prémio nacional bianual para a contribuição criativa para o desenvolvimento da literatura russa, abarcando duas tipologias: Narrativa Ficcional e Jornalismo.

## Trabalhos selecionados
- Lirika, uma coleção de poesia (1907)
- A provação, uma trilogia (1919-1941)
- A infância de Nikita (1921)
- Aelita (1923)
- O hiperbolóide do engenheiro Garin (1926)
- A chave de ouro ou as aventuras de Buratino (1936)
- Peter I (1929–34, Prêmio Stalin em 1941)